# Nationalisme autrichien

Drapeau de l'Autriche.

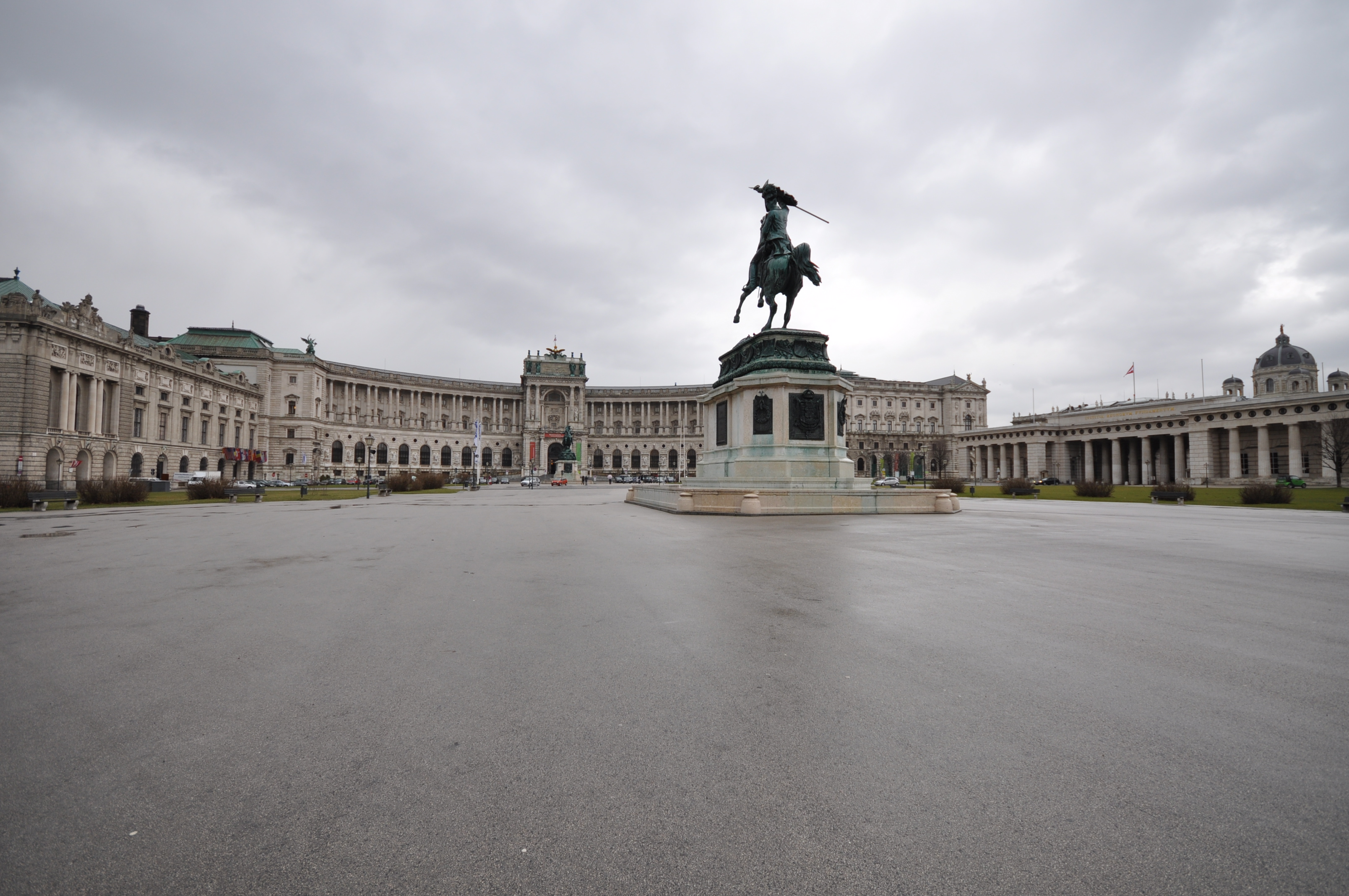
La Heldenplatz (place des Héros) à Vienne avec la statue de l'archiduc Charles d'Autriche devant le palais de la Hofburg. Charles était le principal chef militaire autrichien qui a combattu la France pendant les guerres napoléoniennes.

Le nationalisme autrichien (en allemand autrichien : Österreichischer Nationalismus) est le nationalisme qui affirme que les Autrichiens sont une nation et favorise l'unité culturelle des Autrichiens. Le nationalisme autrichien s'est développé à l'origine comme un nationalisme culturel qui a mis l'accent sur une identité religieuse catholique. Cela l'a conduit à s'opposer à l'unification avec la Prusse à majorité protestante, ce qui a été perçu comme une menace potentielle pour le noyau catholique de l'identité nationale autrichienne.
Le nationalisme autrichien a d'abord émergé pendant les guerres napoléoniennes, avec Josef von Hormayr comme leader politique nationaliste autrichien de l'époque. Dans les années 1930, le gouvernement du Front patriotique d'Engelbert Dollfuss et de Kurt Schuschnigg rejeta les aspirations pangermanistes actuelles à rejoindre l'Autriche avec une Allemagne à prédominance protestante, tout en ne rejetant pas totalement une union potentielle et en affirmant que toute unification de l'Autriche avec l'Allemagne nécessiterait un État fédéral allemand dans lequel l'Autriche et les Autrichiens se verraient garantir un statut privilégié reconnaissant une nation autrichienne au sein d'une Kulturnation allemande. Après la Seconde Guerre mondiale et le nazisme, les Autrichiens ont commencé à rejeter l'identité allemande, qui a été remplacée par une identité autrichienne plus large,. Après la guerre, les Autrichiens sont allés jusqu'à se décrire comme « la première victime d'Hitler ».
Dans la période qui a suivi la Seconde Guerre mondiale, les partisans de la reconnaissance d'une nation autrichienne ont rejeté l'identité allemande des Autrichiens et ont mis l'accent sur l'héritage non allemand parmi la population autrichienne, y compris celtique, illyrienne, romaine et slave. Les partisans de la reconnaissance des Autrichiens en tant que nation affirment que les Autrichiens ont un patrimoine celtique, puisque l'Autriche est le lieu de la première culture typiquement celtique (la culture de Hallstatt) à exister. Les Autrichiens contemporains sont fiers d'avoir un patrimoine celtique et l'Autriche possède l'une des plus grandes collections d'objets celtiques d'Europe.
Le nationalisme autrichien a été contesté en interne. Le nationalisme le plus rival a été le nationalisme allemand. Un autre nationalisme rival est apparu après la défaite de l'Autriche-Hongrie pendant la Première Guerre mondiale, le nationalisme bavarois qui a contesté la nouvelle République autrichienne avec des propositions pour l'Autriche de rejoindre la Bavière. À cette époque, le gouvernement bavarois s'intéressait particulièrement à l'intégration des régions du Tyrol du Nord et de la Haute-Autriche à la Bavière. Il s'agit d'un problème grave au lendemain de la Première Guerre mondiale, avec un nombre important de Nord-Tyroliens d'Autriche déclarant leur intention de voir le Tyrol du Nord rejoindre la Bavière.

## Histoire
Les guerres napoléoniennes furent la cause de la dissolution définitive du Saint-Empire romain germanique, et finalement la cause de la recherche d'un État-nation allemand dans le nationalisme allemand du XIXe siècle.
Le nationalisme allemand a commencé à monter rapidement au sein de la Confédération germanique, en 1866, la rivalité entre les deux plus puissants États allemands, l'Autriche et la Prusse, a finalement atteint son apogée dans la guerre allemande de 1866. Les Autrichiens étaient favorables à l'unification de la Grande Allemagne mais n'étaient pas disposés à céder aucune des terres non germanophones à l'intérieur de l'Empire autrichien pour prendre la seconde place devant la Prusse. Les Prussiens voulaient cependant unifier l'Allemagne en tant que Petite Allemagne principalement par le royaume de Prusse, tout en excluant l'Autriche. Lors de la dernière bataille de la guerre (bataille de Sadowa), les Prussiens ont vaincu les Autrichiens et ont réussi à créer la confédération de l'Allemagne du Nord. En 1871, l'Allemagne a été unifiée en tant qu'État-nation sous la forme d'un Empire allemand dirigé par la Prusse et sans l'Autriche. Néanmoins, l'intégration des Autrichiens demeurait un fort désir pour de nombreux Autrichiens et Allemands, en particulier parmi les libéraux, les sociaux-démocrates et aussi les catholiques minoritaires au sein de l'Allemagne protestante.
L'idée d'unir tous les Allemands de souche en un seul État commence à être remise en question avec la montée du nationalisme autrichien au sein du Parti chrétien-social, qui identifie les Autrichiens sur la base de leur identité religieuse majoritairement catholique par opposition à l'identité religieuse majoritairement protestante des Prussiens. Plus de 90 % des Autrichiens d'entre-deux-guerres se sont identifiés comme catholiques. Après la fin de la Première Guerre mondiale, de nombreux Autrichiens désirent s'unir à l'Allemagne. Cependant, moins de 50 % des Autrichiens souhaitaient l'unification avec l'Allemagne dans les années 1920, et ce sentiment s'est encore affaibli avec la chute du gouvernement pan-allemand social-démocrate de Karl Renner.
Avec l'arrivée d'Engelbert Dollfuss au pouvoir en Autriche en 1932 et la création du Front patriotique, le gouvernement Dollfuss promeut le nationalisme autrichien et prétendit que l'Autriche catholique n'accepterait pas de se joindre à une Allemagne protestante ou « païenne » dirigée par les nazis. Dollfuss admet que les Autrichiens sont des Allemands, mais rejette l'idée que les Autrichiens catholiques se soumettent à la domination d'une Allemagne à prédominance protestante, affirmant au contraire que l'Autriche doit se renaître et reconnaître la grandeur de son histoire, telle que sa dynastie des Habsbourg, qui a été le fer de lance du Saint-Empire romain germanique, et que, lorsqu'elle se rétablira, elle établira un État fédéral d'Allemagne qui reconnaîtrait l'Allemagne comme une Kulturnation, mais reconnaîtrait aussi l'Autriche comme une place privilégiée au sein d'existence d'existence d'une nation au sein de la Kulturnation allemande.
Le gouvernement Dollfuss/Schnuschnigg n'a pas nié que les Autrichiens étaient des Allemands mais s'est opposé à l'annexion en Allemagne surtout sous le régime nazi. Selon les estimations du gouvernement autrichien, à l'âge de 24 ans, environ 70 % des Autrichiens auraient voté pour préserver l'indépendance autrichienne. Après l'entrée des troupes de la Wehrmacht en Autriche pour faire appliquer l'Anschluss, les nazis organisèrent un plébiscite contrôlé (Volksabstimmung) dans tout le Reich le mois suivant, demandant au peuple de ratifier le fait accompli, et affirmant que 99,75 % des suffrages exprimés en Autriche étaient favorables. En cas de plébiscite équitable, l'Anschluss n'aurait été soutenu que par 20 % de la population autrichienne,. La relation entre le catholicisme autrichien, l'identité nationale et le fascisme a été source de controverse. Après la chute de l'Allemagne nazie et les événements de celle-ci et de la Seconde Guerre mondiale, les Autrichiens ont commencé à développer une identité nationale plus distincte. Contrairement au début du XXe siècle, en 1987, seulement 6 % des Autrichiens s'identifiaient comme « Allemands ». En 2008, plus de 90 % des Autrichiens se considéraient comme une nation indépendante.